# Sânmihaiu Român

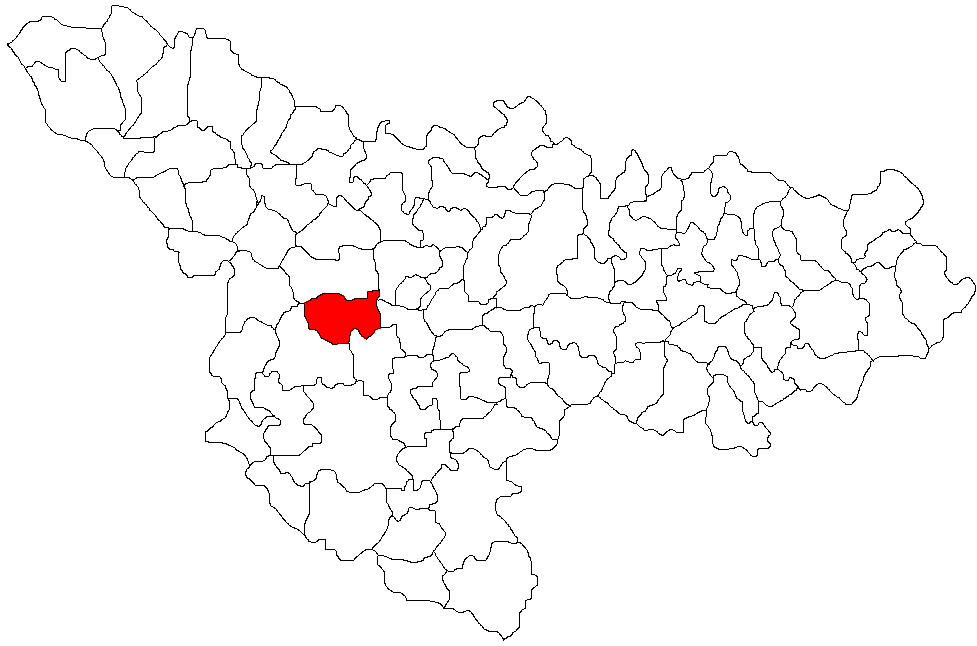
Lage der Gemeinde Sânmihaiu Român im Kreis Timiș

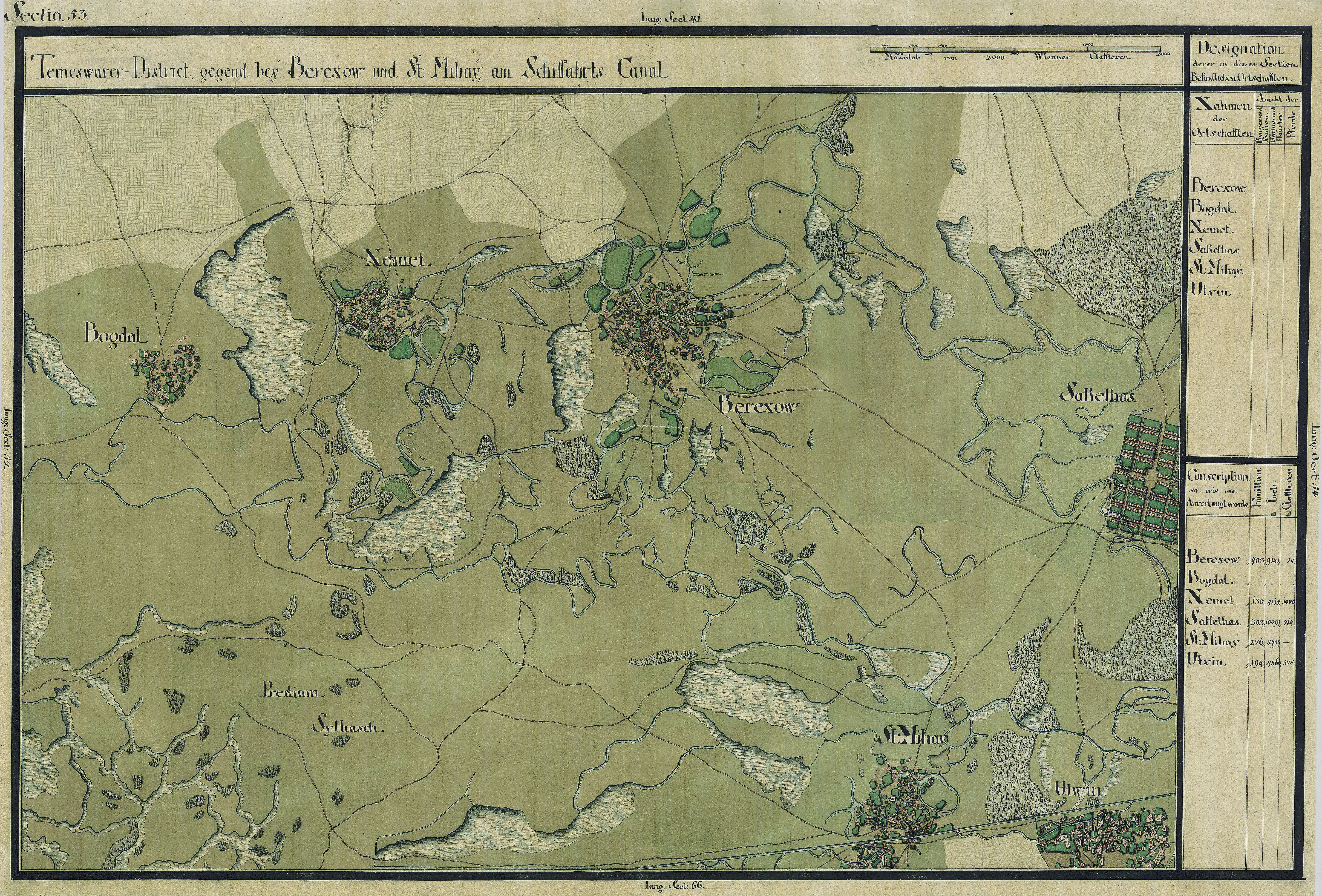
Sânmihaiu Român auf der Josephinischen Landaufnahme (1769–1772)

Sânmihaiu Român, auch Sînmihaiu Român [sɨnmi'haiu ro'mɨn] (deutsch Rumänisch-Sankt-Michael oder Rumänischsanktmichael, ungarisch Oláh-Szentmihály, Oláhszentmihály oder Béga-Szentmihály, Bégaszentmihály), ist eine Gemeinde im Kreis Timiș, in der Region Banat, im Südwesten Rumäniens. Der Gemeinde sind die Dörfer Sânmihaiu German (Deutsch-Sankt-Michael, Deutschsanktmichael) und Utvin angegliedert.

## Lage
Sânmihaiu Român liegt im Zentrum des Kreises Timiș, in 13,2 Kilometer Entfernung von der Kreishauptstadt Timișoara (Temeswar) und hat eine Fläche von 88,5 Quadratkilometer. Die zugehörigen Dörfer Utvin und Sânmihaiu German sind 3,2 Kilometer bzw. 4,9 Kilometer vom Gemeindesitz entfernt. Sânmihaiu Român befindet sich an der Kreisstraße DJ 591, durch die der Ort mit Timișoara verbunden ist, und an der Eisenbahnstrecke Timișoara-Cruceni.

## Nachbarorte
| Beregsău Mare    | Săcălaz                                     | Freidorf |
| Sânmihaiu German | Kompassrose, die auf Nachbargemeinden zeigt | Utvin    |
| Diniaș           | Peciu Nou                                   | Șag      |

## Geschichte und Etymologie
Sânmihaiu Român wurde 1327 erstmals in den päpstlichen Zehentlisten erwähnt. In Luigi Ferdinando Marsiglis Aufzeichnungen aus den Jahren 1690–1700 ist der Ort „SentMihai“ verzeichnet. In der Konskription von 1717 hat „St.Mihal“ 43 Häuser. Auf der Mercy–Landkarte aus dem Jahr 1723 ist „St.Mihall“ eingetragen. Auf einer Landkarte aus dem Jahr 1761 erscheint „St.Michal“. Nach Morabinszky ist „SânMihai“ ein walachisches Dorf. Laut Ján Vályi befindet sich „SânMihai“ im Komitat Temes und ist in kameralem Besitz. Nach Fenyes Elek ist Sînmihaiu Român ein walachischeas Dorf mit 12 Katholiken und 2258 Orthodoxen.
Während der Zugehörigkeit zum Königreich Ungarn (1868–1919) war Sânmihaiu Român im Besitz des Temescher Notars Bela Jeszenszky und trug bis 1911 den Namen „Romanszentmihaly“, danach bis 1920 „Begaszentmihaly“. Der Vertrag von Trianon am 4. Juni 1920 hatte die Dreiteilung des Banats zur Folge, wodurch Sânmihaiu Român an das Königreich Rumänien fiel.
Infolge des Waffen-SS Abkommens vom 12. Mai 1943 zwischen der Antonescu-Regierung und Hitler-Deutschland wurden alle deutschstämmigen wehrpflichtigen Männer in die deutsche Armee eingezogen. Noch vor Kriegsende, im Januar 1945, fand die Deportation aller volksdeutschen Frauen zwischen 18 und 30 Jahren und Männer im Alter von 16 bis 45 Jahren zur Aufbauarbeit in die Sowjetunion statt. Das Bodenreformgesetz vom 23. März 1945, das die Enteignung der deutschen Bauern in Rumänien vorsah, entzog der ländlichen Bevölkerung die Lebensgrundlage.

## Kulturelle Einrichtungen
- In Sânmihaiu Român gibt es eine allgemeinbildende Grundschule mit acht Schulklassen in rumänischer Unterrichtssprache.[4]
- Der Ort verfügt über ein Kulturhaus und eine Bibliothek.[4]
- Drei Kirchen prägen das Ortsbild von Sânmihaiu Român:[4]
  - eine Orthodoxe Kirche (1774)
  - eine Katholische Kirche
  - eine Kirche der Pfingstbewegung (1958)

## Demografie
| 1880 | 4337 | 2733 | 113 | 1455 | 36             |
| 1910 | 4726 | 2898 | 433 | 1317 | 78             |
| 1930 | 4578 | 3004 | 359 | 1185 | 30             |
| 1977 | 4767 | 4002 | 289 | 404  | 72             |
| 2002 | 4389 | 4117 | 131 | 66   | 68             |
| 2011 | 6121 | 5384 | 150 | 32   | 555 (45 Roma)  |
| 2021 | 8419 | 6634 | 113 | 28   | 1644 (51 Roma) |